# Mpanjaka
Mpanjaka este un gen de molii din familia Lymantriinae.

## Specii
Some of the species are:
- Mpanjaka albovirida (Griveaud, 1970)
- Mpanjaka betschi (Griveaud, 1974)
- Mpanjaka collenettei (Griveaud, 1974)
- Mpanjaka conioptera (Collenette, 1936)
- Mpanjaka cyrtozona (Collenette, 1936)
- Mpanjaka disjunctifascia (Collenette, 1936)
- Mpanjaka elegans (Butler, 1882)
- Mpanjaka euthyzona (Collenette, 1959)
- Mpanjaka gentilis (Butler, 1879)
- Mpanjaka grandidieri (Butler, 1882)
- Mpanjaka junctifascia (Collenette, 1936)
- Mpanjaka leucopicta (Collenette, 1936)
- Mpanjaka montana (Griveaud, 1974)
- Mpanjaka nigrosparsata (Kenrick, 1914)
- Mpanjaka olsoufieffae (Collenette, 1936)
- Mpanjaka pastor (Butler, 1882)
- Mpanjaka perinetensis (Collenette, 1936)
- Mpanjaka pyrsonota (Collenette, 1939)
- Mpanjaka renominata (Strand, 1915)
- Mpanjaka titan (Collenette, 1959)
- Mpanjaka vibicipennis (Butler, 1879)
- Mpanjaka viola (Butler, 1879)

## Vezi și
- Listă de molii din Madagascar